# 中谷真希枝
中谷 真希枝（なかや まきえ、本名非公表、6月4日 - ）は、東京都渋谷区生まれ、東京都千代田区、栃木県足利市育ちの、日本のミュージカル女優・舞台女優。身長155cm。双子座。血液型B型。14歳頃より栃木県宇都宮市にあるジュニアミュージカル劇団どりーみんぐや、東京宝映テレビ（現・宝映テレビプロダクション）などを経て、現在劇団シアタージャパンに所属し主にミュージカル出演、鈴影忍び衆で忍者アクションショーを製作。

## 略歴・人物
以下は全て、公式HP及びBLOG内より。
- 母親が白百合学園（東京・九段）出身のため、幼稚園より白百合学園に通っていた。
- 東京都渋谷区生まれだが、東京都品川区五反田と東京都千代田区飯田橋に転居している。
- 更に、父親の仕事の都合で、小学校4年生のとき栃木県に転居。
- 白鷗大学足利中学校卒業。
- 高校は佐野日本大学高等学校に進学。国際教養科→進学科。
- 大学は日本女子大学家政学部児童学科に進学。
- 2001-2003頃まで金髪であった。
- 無類のネコ好きで、公式日記にもたびたびネコの写真が登場する。飼い猫はソマリ。
- ドラえもんが大好きだと、日記で何度も宣言している。
- アカペラグループRAG FAIRの大ファンを公言。
- また、小学生の頃から徳永英明の大ファン。
- 親族は医者が多く、祖母を始め薬剤師も多い医療家系。

芝居及び歌唱力には定評があり、公演パンフレットの紹介コメントには常に「アイドル性に富んだ」「小悪魔のような」と表記されている。
やんちゃな小僧、生意気な少女など、元気いっぱい、走り回るような子供感溢れる役が多いが、一方でヒロインや主役は劇団いち経験しており、幅広い役柄を演じている。劇団を支える要の1人。

## 主な出演作品

### テレビ
- TVおじゃマンモス 1996
- 噂の!東京マガジン 1995
- パオパオチャンネル 1986
- BSブランチ 2002

### 舞台 ・ショー
- スーパーX - 高校生 役 1995
- 国民文化祭95' 薪能 舞い手 1995
- りんね - 竹取りのおうな 役 1996
- White Wing - 静 役 1997
- GANg - アンサンブル 1998
- Friends(アップフロントミュージカル） - 桜田静香 役 1999
- Blue Plate Special〜カルテの裏側〜 - 河井雅美 役 2000
- 中世歌物語オーカッサンとニコレット - アンサンブル 2000
- 夢がある限り - 踊り子 役 2001
- HAND in HAND〜心と心の回想録 - 吉田佳美 役／女番長3 役 2001-2002
- ミヌース - シモン 役 2002
- Blue Plate Special〜カルテの裏側〜 - 河井雅美 役 2004
- Salome~woman's generation TOKUKO~ - 運命 役 2005
- ホルストメール〜ある馬の物語〜 - ピューリカ・マチュー・マリー 役 ※ヒロイン 2007
- 涙のオークション2006-2013 - 真美子 役 ※主演
- Heart〜思い出してあの時を〜 - サクラ 役 ※ヒロイン 2008
- 銀行ギャングはロビンフッド！？ - サム 役 ※主演 2000
- 鬼は外伝説 - 猿 役 2003
- 長靴を履いたネコ - カル 役 ※主演 2004
- オズの魔法使い - ドロシー 役 ※主演 2002
- ユタ - ユタ 役 ※主演2008
- 新梅若伝説 - 梅若丸 役 2002

- 鬼姫物語 - 猿 役 2002
- 時間よ止まれ！2002 - スーザン 役
- American Dream - パメラ 役 2003
- クリスマスキャロル - ゆりえ 役 2003
- ピノキオ - ピノキオ 役 ※主演 2006
- ぼくとおばけのじいじ - 孝志 役 ※主演 2008
- 命の価値 - リザ 役 ※準主演 2009
- 冬囲い - 真由美 役 2009
- 命の輝き - 木下真由美 役 2009
- ブレーズとマリー - ロール 役 2010
- The Kabukicho!!! 2010
- 中世歌物語オーカッサンとニコレット2010 - 語り部
- 泣いた赤鬼 - 赤鬼 役 ※主演 2010
- ある女優の物語 - 聡美 役 2010
- 命の輝き2009-2016 - 真由美 役
- 時間よ止まれ！- エヴィー 役 ※ヒロイン 2011
- 桃太郎 - 猿 役 2008-2017
- クリスマスキャロル - 歌代ひとみ 役 2012-2019
- さいごのかさじぞう - 二郎 役 2011
- 真夏の夜の夢 - ピアノ生演奏 2011
- Historia de DonQuixote〜夢がある限り2011 - サンザ／サンチョ・パンサ 役 ※準主演
- Historia de DonQuixote〜夢がある限り - ビアンカ／アントニア 役 2011-2014
- シンデレラとラプンツェルと2人の魔女 - サラ 役 ※主演 2012-2018
- HAND in HAND〜心と心の回想録 2012 - ラブリーお春役
- <吹奏楽と演劇のコラボレーション舞台>100万回生きたねこ（講談社刊） - トラ 役 ※主演 2012
- 手袋を買いに - こぎつね役 ※主演 2012
- 西遊記 - 銀角役 2013/三蔵法師役 2019
- 鬼姫伝説 - 鬼姫役 ※主演 2013-2015
- 涙のオークション- 真美子役 ※主演 2006-2019
- J;comクリスマスショー2013 - 天使役
- 女番長奮闘記〜復活！観音菩薩〜 - 天然お春役  ※トリプル主演 2014
- 中世歌物語オーカッサンとニコレット - ニコレット 役 ※主演 2014-2017、2020
- ユタ - ユタ 役 ※主演 2015-2024
- ミルク -ミルク 役 ※主演 2016
- 全国巡演 真夏の夜の夢 - パック 役 2016-2025
- 全国巡演 夢果てるとも - ビアンカ／アントニア 役 2016-2023
- オペレッタ メリー・ウィドウ - 踊り子ドド役 2016
- オペラジャンニ・スキッキ - ゲラルディーノ役 2019
- モンテ・クリスト - 大海賊バンパ役
- 鈴影忍び衆 忍者ショー あざみ役 2018-2019
- 全国巡演リーディングミュージカル ロミオとジュリエット  - ジュリエット役 2022-2025
- 笑う猫 全国巡演もったいないミュージカル SCRAP - ユーカリ役 2022-2025

### ライブ ・コンサート
- Voicefull1 2007
- Voicefull2〜LOVE〜 2008
- Voicefull3〜ボイスフル航空のワールドツアー〜 2010
- Voicefull3．5〜ボイスフル航空チャリティライブ〜 2011
- Voicefull4〜ボイスフルトラベル社のミュージックタイムトラベルツアー〜 2012
- 都立夢の島熱帯植物館 2012父の日ハートフルステージ Voicefullライブ
- 都立夢の島熱帯植物館 2012夜間開館Chorus Night 2012 Voicefullライブ「夜空からミュージック世界ラリー」
- ベアフッドフェスティバル2012 ハロウィンパレード＆Voicefullライブ
- 都立夢の島熱帯植物館 2013こどもの日スペシャルライブ Voicefullライブ
- 都立夢の島熱帯植物館 2013夜間開館Chorus Night 2013 Voicefullライブ「夏にまつわるエトセトラ」
- 都立夢の島熱帯植物館 2013開館25周年記念 Voicefullライブ「HAPPY 25th ANNIVERSARY！」
- 都立夢の島熱帯植物館 2014こどもの日スペシャルライブ Voicefullライブ「未来にありがとう」
- 都立夢の島熱帯植物館 2014夜間開館Chorus Night 2014 クラッカーズライブ 「Go to the Galaxy」
- 都立夢の島熱帯植物館 2015ゴールデンウィークスペシャルライブ Voicefullライブ「出逢いを探しに」
- 中谷真希枝 コンサート「MY Road」2018
- 中谷真希枝 美術館コンサート2018
- 足利商工会議所創立70周年記念 中谷真希枝コンサート「アラジン＋NINJA!?」2019

### 映像
- HONDAインテグラ VP
- WEBドラマ「ジグソーパズル」

### ナレーション
- ゆかいなどうぶつたち（DVD BOX） ナレーション
- 各種ナレーション、司会、MCなど

## 主なスタッフ作品

### 講師
- ミュージカル劇団シアタージャパン歌唱レッスン講師
- 市民ミュージカル劇団「いちごハウス」演出振り付け助手
- 市民ミュージカル劇団「シアターいずみ」演出振り付け助手
- 栃木県足利市小学校演劇教室ミュージカルワークショップ2006-2012 - ダンス・歌唱講師
- 成田ミュージカルスクール「Plum」演技講師、歌唱講師

### 舞台
- ミュージカル サクラ〜You are myself - 演出助手
- ミュージカル オズの魔法使い - 演出助手
- 銀行ギャングはロビンフッド！？2009 - 演出助手
- 国民文化祭しずおか2009ミュージカルかぐや姫の願いごと - 演出振付助手
- 一人二役どんでん返し - 演出助手
- ミュージカル RETURN - 歌唱指導・演出助手
- ミュージカル ピノキオ - 歌唱指導
- ア・ラ・カルト7 - 演出助手
- Voicefullライブ3〜4 - 構成・脚本
- ミュージカル 手袋を買いに - 歌唱指導
- ミュージカル シャオシと風の物語 - 歌唱指導* Historia de DonQuixote〜夢がある限り - 歌唱指導
- ミュージカル 西遊記 - 歌唱指導
- ミュージカル「シンデレラとラプンツェルと二人の魔女」歌唱指導
- ミュージカル「桃太郎」歌唱指導
- 新人公演「銀行ギャングばロビンフッド！？」演出助手、歌唱指導
- ミュージカル 鬼姫伝説 - 歌唱指導
- ミュージカル 涙のオークション - 歌唱指導
- ミュージカル 女番長奮闘記 - 歌唱指導
- 中世歌物語 オーカッサンとニコレット - 歌唱指導 2010-2017
- 国分寺市立いずみホールミュージカルワークショップ「Musical Restrant」- 演出振付助手
- Voicefull夢の島父の日ライブ - 構成・脚本
- Voicefull夢の島こどもの日ライブ - 構成・脚本
- Voicefullライブ「夜空からミュージック世界ラリー」 - 構成・脚本
- Voicefullライブ「夏にまつわるエトセトラ」 - 構成・脚本
- Voicefullライブ「名もなき森の物語」 - 構成・脚本
- Voicefullライブ「HAPPY 25th Anniversary！」 - 構成・脚本
- Voicefullライブ「未来にありがとう」 - 構成・脚本
- クラッカーズライブ「Go to the Galaxy」- 構成・脚本
- Voicefullライブ「出逢いを探しに」 - 構成・脚本
- 市民ミュージカル劇団シアターいずみ - 演出振付助手レギュラー
- 杉並オペラ「メリー・ウィドウ」 - 演出振付助手
- 新河岸ミュージカル - 歌唱指導
- 17期新人公演「銀行ギャングはロビンフッド！？」演出助手、振付
- ミュージカルカンパニー「いちごハウス」演出振付助手
- 「泣いた赤鬼」歌唱指導
- 国分寺いずみホールダンスワークショップ公演、演出振付助手、一部振付、子供歌唱指導
- ツアー公演「真夏の夜の夢」「夢果てるとも」歌唱指導
- ミュージカル「こびとのくつや」 -脚本、演出

### 作詞
- 「パーリナイ！」（MAKIKA名義）
- 「もしもつばさに」(MAMKA名義)
- 「クエスチョン？」（MAKIKA名義）
- mossboll工房キャラクターソング「こっきーのだいぼうけん」